# Beate Hübner
Beate Maria Hübner (* 31. Mai 1955 in Jena) ist eine deutsche Ärztin für Physiotherapie und CDU-Politikerin.

## Leben
Nach dem Abitur 1973 machte Beate Hübner von 1973 bis 1975 eine Ausbildung zur Krankenschwester. Danach studierte sie Humanmedizin an der Humboldt-Universität zu Berlin bis zum Diplom 1987. Anschließend arbeitete sie sieben Jahre in der Behinderten- und Sozialszene und machte eine Ausbildung zur Fachärztin für Physiotherapie im Krankenhaus Friedrichshain.
Nach Ende ihrer politischen Karriere widmete sie sich vollends dem Studium der sogenannten traditionellen chinesischen Medizin.
Beate Hübner ist verheiratet und vierfache Mutter.

## Politik
Beate Hübner trat 1981 der Christlich-Demokratischen Union Deutschlands bei, einer der Blockparteien der DDR. Später wurde sie Vorsitzende des CDU-Ortsverbandes Hellersdorf im Kreisverband Wuhletal. Nach der Wende wurde Beate Hübner 1990 in die Stadtverordnetenversammlung von (Ost-)Berlin und anschließend bei der Wahl im Dezember 1990 ins Berliner Abgeordnetenhaus gewählt. Mit der Wiederwahl Eberhard Diepgens im Oktober 1995 wurde sie am 25. Januar 1996 zur Senatorin für Gesundheit berufen. In ihrer Zeit als Gesundheitssenatorin fiel ein harter Sparkurs bei den Krankenhäusern Berlins und eine Auseinandersetzung mit ihrem Parteifreund Detlef Orwat, die das Ende ihrer politischen Karriere einleitete. Nach der Wahl 1999 verzichtete sie auf eine erneute Nominierung.